# Салтыков, Пётр Иванович (1784)
Граф Пётр Ива́нович Салтыко́в (1784—1812/1813) — последний из графов Салтыковых старшей линии, единственный сын генерал-фельдмаршала Ивана Петровича Салтыкова, военного губернатора Москвы.

## Биография
С 1799 года служил действительным камергером при дворе. После поступления на воинскую службу был поручиком лейб-гвардии Гусарского полка. Участник войны третьей коалиции против Наполеона. В битве под Аустерлицем 2 декабря (20 ноября по ст. ст.) 1805 получил тяжёлое ранение.

За Прейсиш-Эйлау 22 апреля 1807 года награждён орденом Св. Георгия 4 степени 
В воздаяние отличного мужества и храбрости, оказанных в сражении против французских войск 26 и 27 января при Прейсиш-Эйлау, где, находясь при генерале Беннигсене за адъютанта, развозил с особенною деятельностью приказания в самые опаснейшие места и оказал себя храбрым и неустрашимым офицером, получив сильную контузию.
 Позже награждён орденом Святого Владимира 4-й степени. 16 февраля 1810 года вышел в отставку ротмистром по ранению. Жил в Москве.
Когда в Москве в июле и в августе 1812 года шло формирование народного ополчения, граф П. И. Салтыков начал формировать за свой счет Московский гусарский графа Салтыкова полк в составе 10-ти эскадронов (добровольческое нерегулярное подразделение).
С прошением об этом он обратился к императору Александру I, и вскоре разрешение было получено. Чтобы поддержать патриотический порыв молодого Салтыкова и несколько облегчить его затраты на формирование полка, император отдал приказ выдать бесплатно оружие для гусар графа Салтыкова из арсенала Москвы. Для строевого обучения кавалеристов-ополченцев Александр I велел направить в Москву 40 солдат и унтер-офицеров из драгунских Нижегородского, Нарвского и Борисоглебского полков, что и было исполнено 19 августа 1812 года.
В Московский гусарский графа Салтыкова полк в 1812 г. корнетом был принят доброволец-студент Московского университета Александр Грибоедов. Кроме того, в полку числились архитектор О. И. Бове, композитор А. А. Алябьев, граф Н. И. Толстой и другие. Им всем граф Салтыков, объявивший себя полковником, присвоил армейские чины (которые потом пришлось подтверждать в Инспекторском департаменте). После оставления Москвы ещё не сформировавшийся полк перешел в Казань. Строевых лошадей в полку не было вообще, их граф собирался купить, но все забрали кавалерийские резервы.
В Казани ежедневно навещая в лазаретах раненных и больных солдат, Пётр Салтыков заразился нервной горячкой и вскоре 23 декабря 1812 (4 января 1813) года скончался. Был холост и наследников не оставил. Его гусар присоединили к Иркутскому драгунскому полку.